# Віллі Геуген
Віллі Геуген (норв. Villy Haugen; нар. 27 вересня 1944, Лексвік) — норвезький ковзаняр, бронзовий призер Олімпійських ігор 1964.

## Виступ на Олімпіаді
Віллі Геуген став одним із тих, хто приємно вразив своїм виступом на Зимових Олімпійських іграх 1964. Він не був найкращим спринтером у норвезькій команді, але зумів у компанії найкращих ковзанярів світу зайняти на дистанції 500 м 8-ме місце, а на дистанції 1500 м з часом 2:11,2 вибороти бронзову медаль, зовсім небагато поступившись Антсові Антсону і Корнелісові Веркерку.